# Белорусская мифология

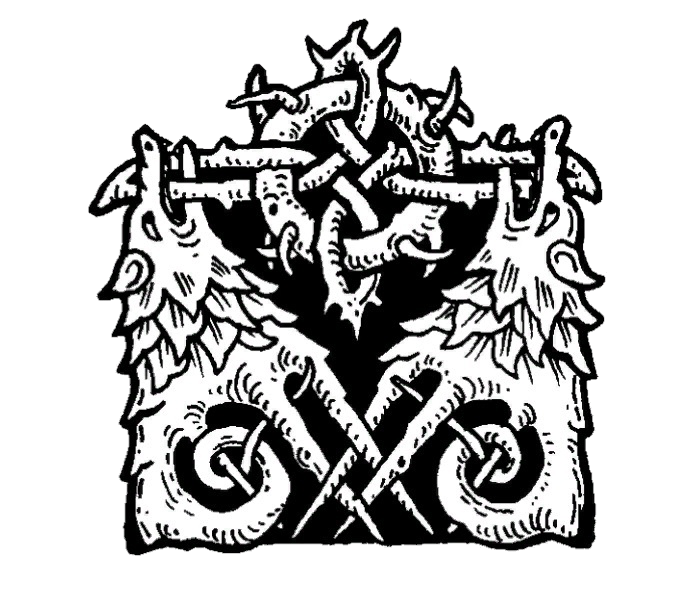
Ставры и Гавры

Белорусская мифология — традиционное мифологическое культурное наследие белорусов. Отмечается архаичность отдельных компонентов белорусской традиционной культуры, которые могут восходить ко временам общеславянского или в некоторых случаях даже индоевропейского единства, а также сохранение этих элементов в живой традиции. Белорусская мифология состоит из:
- языческой мифологии балтов (проживавших на территории Беларуси в древности и средневековье);
- языческой мифологии славян;
- верований белорусских крестьян, которые можно встретить в деревнях и сегодня. Это:
  - Вера в духов (домоправителя, кума, лесника, лесничего, сновидца и т. д.),
  - «Народная Библия» — полуязыческие, полухристианские легенды о Боге, Дьяволе, Деве Марии и Христе; Языческие сюжеты сочетаются с христианскими именами;
  - Легенды о происхождении тех или иных рек, озер, названий городов и деревень.

## Сравнительная мифология
Исследователи отмечали архаичность белорусской фольклорной культуры. В. В. Иванов и В. Н. Топоров (1972), были одними из первых, кто отметил особую важность белорусского материала для индоевропейских исследований. В фольклорных материалах и описаниях обычаев белорусов они выделили большой пласт архаических представлений, которые можно сравнить с древнейшими свидетельствами остатков язычества в раних памятниках других славянских традиций. Своеобразная древность белорусского материала, по их мннению, выявляется даже при сравнении с другими архаическими материалами, включая северорусский и сербско-хорватский. Иванов (1989), сравнивая восточнославянские (белорусские) обычаи освящения (сакрализации) нового дома с иерархическим порядком жертвенных животных в инлдийских ведийских обрядах, с одной стороны, и с другой стороны, с римскими жертвоприношениям, а также с аксиологическими различия между теми же домашними животными в хеттских законах, пришёл к выводу, что все эти традиции можно свести к индоевропейским. Тот же исследователь писал, что конные детали архаичного римского ритуала Equus October во многих моментах совпадают с белорусским праздником Ярилы.
Общеславянский миф о Перуне отчасти может быть восстановлен на основе его следов в белорусской и некоторых других славянских традициях, где громовержец ещё соотносится с самим Перуном (белорус. пярун, «гром»).

## Картина мира
Единого мнения о том, как представляли себе мир древние язычники-белорусы, не существует. Некоторые народные песни и загадки предполагают, что осью вселенной было космическое древо, похожее на скандинавский Иггдрасиль. В нем находилась Земля, крона была небом и убежищем для птиц, а корни — подземным миром. Создателями мира были Белобог - старший бог неба, олицетворение добра, светлого начала, и Чернобог - бог тьмы, зла. Весь мир древние беларусы делили на три части: верхнюю, среднюю, нижнюю. Верхняя - Небо - место нахождения главных богов - богов света, добра. Средняя часть - Земля, здесь живут земные боги, множество добрых и злых духов, люди, животные, растут дивные растения. Нижняя часть - Подземный мир - место обитания подземных богов и духов, в большинстве своем недобрых, олицетворяющих тьму, зло, холод. 
По словам П. П. Демидовича, белорусы считали, что Земля — это тонкая кожа, покрывающая сверху бездонный океан. В поле иногда встречаются дыры, которые являются «вратами» в эту водную бездну, и говорят, что там живет Дьявол.
На краю мира или в его центре (мифологическое мышление вообще характеризуется отождествлением края и центра) находится большая гора, в которой живет Сатана, или на которой растет дерево (возможно, отголосок мифа о Мировом Древе). На краю света или в кроне Древа расположен Вирай — зимнее убежище для птиц и душ умерших.
Остатки мифической космологии сохранились в более поздних верованиях, легендах, песнях, сказках и заклинаниях. Они рисуют следующую картину:
- Земля плоская и стоит на рыбе, плавающей в мировом океане. Согласно некоторым верованиям, Землю держат два, три или четыре кита. Если они сдвинутся с места, земля утонет или сгорит в огне, ибо пламя будет пылать в ее недрах[6].
- В центре плоской Земли стоит волшебная гора.
- Мировое Древо растет на горе. Из его корней текут волшебные реки, а в ветвях живут волшебные птицы.
- Всего небес семь, мы видим только нижнее. Бог обитает на небесах.
- Радуга высасывает воду из земли и доставляет ее на небо, откуда она выпадает обратно в виде дождя. Радуга может привлечь человека, который приблизится к ней. Поэтому, увидев радугу, крестьяне часто загоняли детей в дом.
- Ветер — это огромный толстый человек с гусиным клювом вместо клюва, из которого он дует с силой.[7]
- Люди тоже живут под землей, но они слабы и хрупки, потому что там нет солнца. Там также много рек и озер, вода которых может затопить землю.

### Всемирная гора
Мировая гора расположена в центре плоской Земли; На ее вершине обитают боги, духи и сверхъестественные существа. Похожие образы существуют во многих индоевропейских мифологиях (гора Олимп у греков, гора Меру у индийцев и т. д.). Как выглядела мировая гора в белорусской языческой мифологии, неизвестно. Однако более поздние приказы, сказания и песни наделяют ее иными чертами:
- В сказках и заклинаниях ее называют по-разному: Огненная, Кипящая, Богорнейская, Хрустальная, Сианская, Подвобочная, Золотая…
- С его вершины текут реки. В рождественских песнях Бог (или соловей, сокол) срывает слезу с вершины горы, и из нее течет река.
- В сказках из горы текут волшебные источники живой и целебной воды. Первая возвращает мертвых к жизни, вторая залечивает любые раны. В заклинаниях из-под горы текут магические реки (молоко, кровь, вода) или целебные источники («…стоит высокая гора, там растут вечные дубы… там течет чудесная вода»).
- Простой смертный не может достичь волшебной горы. В сказках за живой водой отправляют ворона или волка.
- Гора часто окружена огненной рекой (« Христос с горы Сион ехал на сером коне через огненную реку…»)
- На вершине горы стоит престол или богатое ложе, на котором восседает то Архангел Михаил, то Христос, то Дева Мария, то Святой Георгий. Возможно, в языческой мифологии вершина горы была обителью богов. В одной из легенд «обитатель» вершины имеет таинственные, нехристианские черты: на Сиянской горе есть избушка, в которой живет «дядя лебедь» по имени Авдейка, с железным кнутом; он лечит болезни. В другой истории на горе живет маленький старичок. Это перекликается с мифами греков, где боги жили на горе Олимп.
- В некоторых легендах внутри горы находится ад с грешниками. Возможно, именно на этой горе находилась языческая земля мертвых.
- В рождественских песнях Солнце, Луна и звезды живут на вершине горы.

Залата гара,
А на той гарэ
Церамок стаіць,
А ў тым церамку
Тры ваконечкі.
Адно ваконца —
Яснае сонца,
Другое ваконца —
Дробныя звёзды,
Трэцяе ваконца —
Ясны месяц

## Низшая мифология
Сохранилась прежде всего демонология: вера в лешего (белорус. лешук, пущевик), водяного, духа бани — лазьника, опасного для моющихся и др.
Двойственностью характеризуется отношение к умершим: с одной стороны, почитались покровители семьи — деды (белор. дзяды), родители, умершие своей смертью, с другой — опасными воспринимались мертвяки (заложные покойники), которые умерли преждевременной или насильственной смертью. Обряд почитания дедов совершался осенью — деды или большие осенины. В ходе белорусского обряда хозяин трижды обносит зажжённую лучину вокруг стола, совершая таким образом ритуальное окуривание. Дедов называют Ставрусскими, что отсылает к преданию о Ставре и Гавре, собаках древнего князя Боя. Князь приказал воздавать почести своим собакам, как приближённым, а когда они умерли, им были введены специальные дни почитания, когда к месту их захоронения люди несли пищу и питьё. Пиршество длилось до ночи, а собак называли по их именам. Согласно поверью, отсюда начинаются Ставрусские Деды. Миф о двух собаках и отдельные элементы обряда имеют в мифологии широкие индоевропейские и типологические параллели и предположительно восходят к глубокой древности, ср. иранские фраваши и др.
Примером опасного умершего является упырь (белорус. yпip), мертвец, нападающий на людей и животных.
Сохранялась вера в многочисленных злых духов, таких как нячистики (шешки, цмоки и др.). Болезни олицетворялись, подчеркивались отдельные их симптомы. Известен чёрт (белорус. чорт), злой дух дохристианского происхождения. С зимой связывался злой дух корочун. К нечистым злым духам относилась Мара. За печкой (как и домовой) поселялись злыдни, злые духи, маленькие существа, остающиеся невидимыми и приносящие дому несчастья. Белорусские пословицы и речения упоминают этих духов в контексте, обычном для архаических мифологических персонажей.
Купалой, как и праздник, называли куклу или чучело, в белорусских ритуалах именовавшееся также Марой. В белорусском Полесье имеются обычаи добывания купальского огня путём трения двух кусков дерева.
Известен Ярыло, персонаж низшей мифологии, весеннего плодородия, весенней обрядности. В белорусской традиции он представлен как девушка, одетая в белое, у неё венок на голове, ржаные колосья в правой руке и человеческая голова в левой, верхом на белом коне — ср. белорусские песни-веснянки, в которых выкликается весна на золотом или белом коне.
В белорусской сказке присутствует персонифицированный гром, одно из имён которого — Огонь (Гром, Перун). Он является мужем царицы по имени Молоньня. Эта пара преследует Змея, а затем сжигает его стада в той последовательности, в которой в древнем ритуале проводилось сожжение разных видов домашних животных как жертвы богу грозы. В белорусском эпосе русскому Соловью-разбойнику родствен Змей — рогатый Сокол (Соловей). В белорусских преданиях присутствуют великаны-асилки, выкорчёвывающие деревья, откидывающие или разбивающие камни каменным оружием.
Одно из крупнейших реликтовых животных белорусского леса — зубр — совершенно отсутствует в фольклорном сознании белорусов. Очень слабо семиотизированы лось (олень) и лисица, относящиеся к числу наиболее типичных обитателей белорусской земли. Такая категория, как рыба, также слабо дифференцирована в белорусской мифопоэтической модели мира. Пожалуй, единственными представителями всего «рыбного рода» являются щука, окунь, плотва и изредка сом. Это несколько неожиданно для озерно-речной страны. Возможно, что в ряде случаев подобные «пробелы» являются результатом недостаточного исследования — как с точки зрения сбора релевантного материала, так и с точки зрения его анализа. Редко в поле зрения исследователей попадала белорусская народная астрономия, верования и приметы, связанные с небесными объектами, кроме солнца и луны. Во многих случаях «лакуны» представляют собой результат специфики функционирования символических средств культуры.

## Мифы

### Династия Боевичей
В стародавние времена, когда земля была ещё молода, жил-был князь по имени Бай. Много жён было у него, и ещё больше детей, и правил он людьми первыми мудро и справедливо.

Пришёл час кончины его, и стал Бай делить землю меж сыновьями своими. Лишь Белополь, младший сын, на охоте был в тот день, и достались ему лишь две пса верных — Ставра и Гавра, и отец приказал ему:
— «Отпусти их, куда глаза глядят. Сколько земли обегут за день — твоим станет».
Сметлив был Белополь. Поймал он двух птиц — одну с юга, другую с запада, выпустил их и крикнул псам:
— «Бери! Хватай!»
Разлетелись птицы в разные стороны, а псы за ними. И где лапы их ступали — там реки потекли: Двина да Днепр. На тех землях и поселился Белополь, став родоначальником местных племён

### Папороть-кветка
Волшебный цветок, который якобы появляется на папоротнике в ночь на Купалу. Тот, кто его найдет, начнет понимать язык животных и растений и увидит сокровища, спрятанные в земле. Цветок папоротника охранял злой дух.

### Цмок

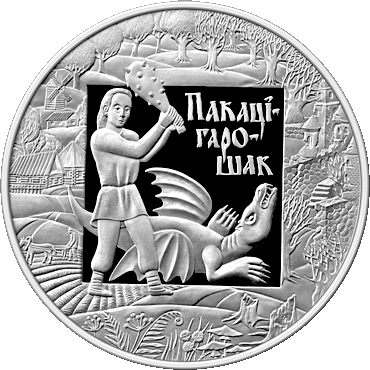
Цмок на памятной монете «Пакацігарошак» Национального банка Республики Беларусь.

Цмок — огромный змей, часто многоголовый, один из самых известных мифологических существ в белорусском фольклоре. 
- В балладах и некоторых сказках (например, «Медный волк») люди вынуждены платить дань цмоку — отдавать девушек на съедение. Однако в балладах его обычно побеждает Святой Юрай[бел.]. В сказке «Медный волк» хитрый смок поит мальчика Иванку водой, ослабляющей силу, а сам собирается выпить ту, что даёт могущество. Но девушка, предназначенная в жертву, подменяет бочки — и в итоге Иванка, набравшись силы, сбивает все 12 голов ослабевшего чудовища.
- В другой группе сказок, цмок живёт за огненной рекой, перейти которую можно только по волшебному мосту. Герой сражается с тремя драконами, у которых 6, 9 и 12 голов, побеждая их по очереди.
- По мнению фольклориста М. Федоровского, цмок — древнейшее животное в мире. Он может жить в лесу или даже в небе среди облаков. Его когти остры, как серпы, и способны разрубать врагов, словно мечи[25].
- Часто цмока описывают как маленькую, опасную змею. В Речицком районе считалось, что цмок— это «змей», который ночью пробирается в коровник и пьет ее молоко. Цмока нужно поймать ночью и разрубить лопатой, как обычную змею.
- Они также верили, что если найти яйцо, снесенное черным петухом, и носить его под мышкой, то из яйца вылупится цмок. Он будет искать сокровища и приносить золото своему хозяину.

### Заколдованые княжны
Девушки, часто королевского, княжеского или дворянского происхождения, чей дворец был поглощен землей или затоплен озером много веков назад. С тех пор она сама бродит по месту трагедии, словно призрак.
Одна из самых известных заколдованных принцесс — Кинги, чей дворец некогда стоял на берегу реки Нарев, близ её впадения в Буг. Согласно легенде, королева любила прогуливаться по саду, слушая пение птиц, но однажды земля внезапно содрогнулась, дворец рухнул, а на его месте выросла небольшая гора.  
С тех пор каждую ночь Кинги выходит из-под земли, разводит костёр и ждёт, пока кто-нибудь принесёт ей цветов. Но люди, завидев огонь вдали, обходили это место стороной. Лишь однажды старый грабитель, заметив пламя, подошёл ближе. Принцесса предложила ему золото в обмен на цветы, но разбойник попытался заколоть её ножом. В тот же миг Кинги исчезла, а вор окаменел, превратившись в валун.  

## «Народная Библия»
Согласно белорусским народным преданиям, Бог создал мир и первых людей — Адама и Еву. В некоторых версиях они изначально были покрыты «ногтевым телом» — твердой оболочкой, скрывающей их наготу. Жили они в раю, где росли чудесные деревья, но одно из них было запретным.
Бог запретил Адаму и Еве есть плоды с этого дерева, но змей (который тогда ходил на ногах и говорил) уговорил Еву нарушить запрет. В белорусских вариантах чаще всего запретным плодом было яблоко, реже — слива. После того как Адам и Ева съели плод, их «ногтевое тело» отпало, и они осознали свою наготу. В других версиях грехопадение заключалось не в еде, а в запретной связи между Адамом и Евой, из-за которой у них родились дети. В наказание, змей лишился ног и стал ползать на животе, женщины обречены рожать в муках, а мужчины — тяжело трудиться.
Адам и Ева были изгнаны из рая. В некоторых легендах Бог превратил их в аистов, чтобы они собирали расплодившихся гадов. От первых людей родилось много детей, но часть из них они спрятали от Бога, и те стали невидимыми существами — домовыми или «доброхожими».
Когда Адам умер, его дети так горько плакали, что Бог предложил ему воскреснуть. Но Адам отказался, сказав: «Если мне снова умирать, то я не встану!» — поэтому люди умирают лишь раз. В некоторых версиях плачущие дети превратились в кукушек, а их слезы стали березовым соком.
Со временем люди стали грешными, и Бог наслал на них потоп. В белорусских преданиях часто путают Ноя с Адамом — говорят, что в ковчеге спаслись именно Адам и Ева, взяв с собой «каждой твари по паре».
После потопа мир начался заново, и нынешние люди — уже «не Адамовы, а Ноевы». В некоторых легендах Ной отождествляется с Лотом, потому что оба были единственными праведниками перед катастрофой.
Этот текст отражает устные интерпретации библейских сюжетов, бытовавшие в белорусской деревне. В отличие от канонической Библии, здесь больше этиологических легенд и мифологических мотивов, объясняющих устройство мира.

## Изучение
Исследование традиционного духовной культуры белорусов был начат такими исследователями и литераторами, как Ян Барщевский, П. М. Шпилевский, Николай Анимелле, А. Славуцiнскi, К. П. Тышкевич, Ю. Ф. Крачковский, С. В. Максимов, Е. Р. Романов, П. В. Шейн, Михаил Федеровский, Н. Я. Никифоровский, А. Е. Богданович, В. Н. Добровольский, А. М. Сементовский, П. П. Демидович, И. А. Сербов, А. К. Сержпутовский, В. У. Ластовский, Н. М. Никольский, М. В. Мелешко и др.
К изучению белорусской мифологической традиции обращались В. В. Иванов и В. Н. Топоров.
Белорусская традиционная культура освещена в двухтомной энциклопедии «Мифы народов мира» (первое издание 1980—1982), энциклопедическом словаре «Славянская мифология» (первое издание 1995), пятитомный зтнолингвистический словарь «Славянские древности» (1995—2012) и некоторых других изданиях и научных проектах.
Была осуществлена публикация основных источников с их соответствующей жанрово-тематической систематизацией, что вылилось в издание многотомной серии «Белорусское народное творчество», а также трёх книг сборника белорусских народных примет и поверий «Земля стоит посреди мира…» (1996), «Вечный образ жизни» (1998) и «Дорога земная в вырий» (1999) (автор У. А. Васілевіч). Попытки систематизировать факты традиционного духовного наследия белорусов были предприняты в словаре-путеводителе по белорусской мифологии (У. I. Коваль, 1995) и словарь основных мифологем (У. Конан, 1997). Публикуются монографические исследования отдельных тем, выполненные семиологическим путём.
В 2004 году вышло издание «Белорусская мифология: Энциклопедический словарь», ставшее результатом почти двухлетней работы большого коллектива авторов, объединившего исследователей Национальной академии наук Беларуси и ряда высших учебных заведений Белоруссии. Его созданию предшествовала большая подготовительная работа, проведенная как участниками этого проекта, так и другими специалистами Белоруссии и других стран. Значительную часть материалов, использованных при написании статей словаря, составляют экспедиционные записи их авторов.
Эти публикации и исследования обобщают почти двухсотлетний опыт описания и изучения традиционного духовного пространства белорусов.